# Laurence Eusden

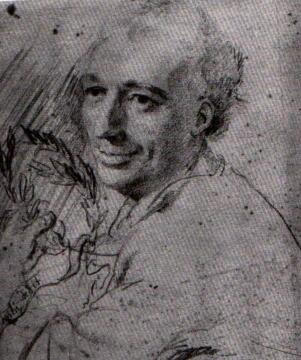
Laurence Eusden

Laurence Eusden (Spofforth, North Yorkshire, 1688 - Coningsby, Lincolnshire, 27 september 1730) was een Engels dichter, die in 1718 werd benoemd tot Poet Laureate.
Eusden werd geboren in Spofforth in North Yorkshire als zoon van Laurence Eusden, de predikant van Spofforth, Yorkshire. Hij werd opgeleid aan St Peter's School in York en aan de Universiteit van Cambridge.
Eusden besloot al vroeg de aandacht op zichzelf te vestigen via zijn schrijverswerk. Hij was weliswaar goed opgeleid, maar bezat niet de nodige middelen en contacten om zichzelf in de kijker te spelen. Door de invloed van Thomas Pelham-Holles, de 1e hertog van Newcastle, werd hij in 1718 benoemd tot Poet Laureate, als dank voor een gedicht ter gelegenheid van diens huwelijk.
Eusden was op 36-jarige leeftijd de jongste Poet Laureate. Hij verzekerde zich van de positie vanwege de dood van zijn voorganger Nicholas Rowe en de aanbeveling van Joseph Addison.
De laatste jaren van zijn leven verliepen ongelukkig. Hij werd predikant van Coningsby, Lincolnshire, maar zijn verheffing tot hofdichter bezorgde hem de verachting van zijn omgeving en andere schrijvers. Alexander Pope schreef in zijn satirische gedicht The Dunciad: "Know, Eusden thirsts no more for sack or praise; He sleeps among the dull of ancient days."
Ook Thomas Gray leverde kritiek en schreef: "Eusden set out well in life, but afterwards turned out a drunkard and besotted his faculties".